# Ascot Racecourse
Ascot Racecourse e uma famosa pista de corrida de cavalos inglesa localizada na cidade de Ascot, no condado de Berkshire. É uma das pistas principais do Reino Unido, com 43 provas de grupo 1 disputadas por ano. A maioria são corridas de galope plano, mas também é usada para corrida com obstáculos. Esta próxima ao Castelo de Windsor e pertence à Coroa da Inglaterra.
Sua prova mais importante é a Ascot Gold Cup que ocorre no Ladies Day, dentro do Royal Ascot.

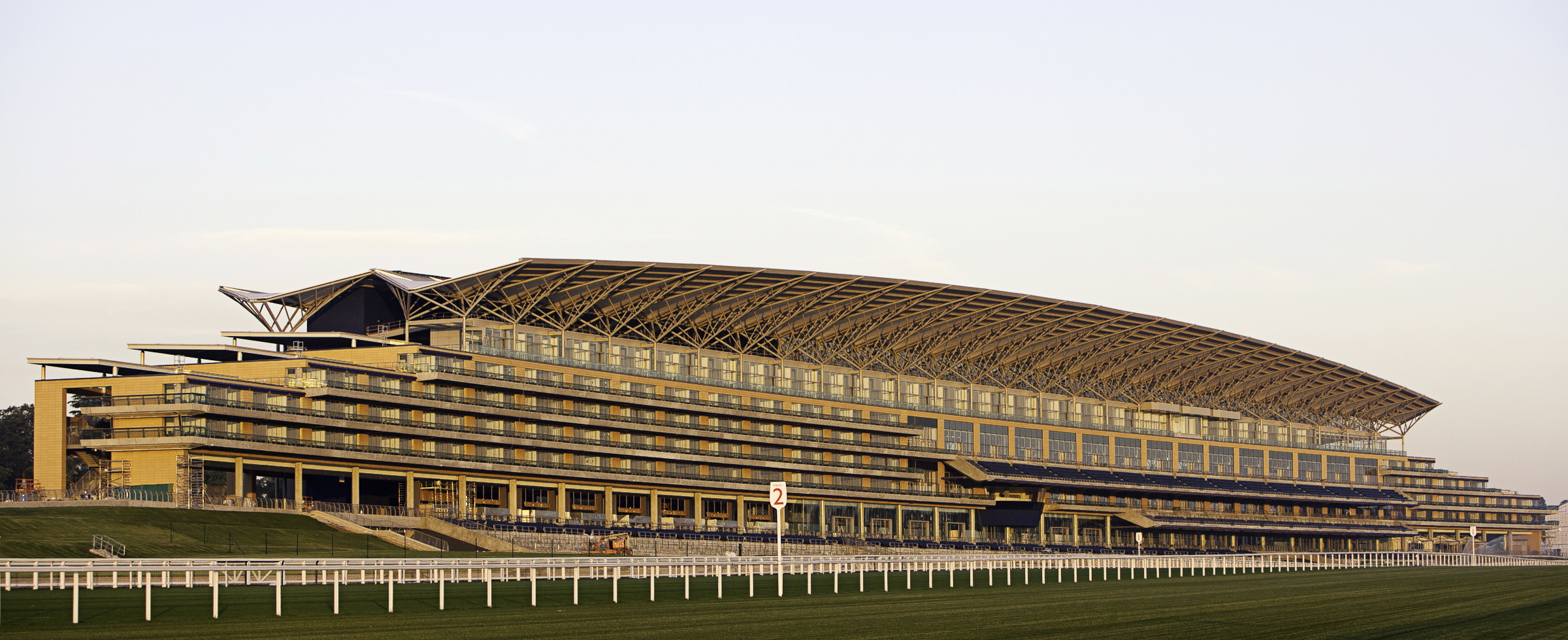
Nova tribuna, concluída em 2006

## Principais corridas

### Royal Ascot
O Royal Ascot é o nome pelo qual é conhecido o encontro turfístico no Ascot Racecourse com a realizacao de 16 provas de Grupo, culminando com o Ascot Gold Cup.
- Coventry Stakes
- King's Stand Stakes - Group 1
- St. James's Palace Stakes - Group 1
- Queen Anne Stakes - Group 1
- Jersey Stakes
- Windsor Forest Stakes
- Prince of Wales's Stakes - Group 1
- Royal Hunt Cup
- Queen Mary Stakes
- Norfolk Stakes (Great Britain)|Norfolk Stakes
- Ribblesdale Stakes
- Ascot Gold Cup - Group 1
- Albany Stakes (Great Britain)|Albany Stakes
- King Edward VII Stakes
- Coronation Stakes - Group 1
- Queen's Vase
- Chesham Stakes
- Hardwicke Stakes
- Golden Jubilee Stake] - Group 1
- Wokingham Stakes
- Queen Alexandra Stakes

### Outras corridas em percurso plano
- Sagaro Stakes
- Summer Mile Stakes
- Princess Margaret Stakes
- King George VI and Queen Elizabeth Stakes - Group 1
- Royal Lodge Stakes
- Fillies' Mile - Group 1
- Queen Elizabeth II Stakes - Group 1
- Cumberland Lodge Stakes
- Diadem Stakes
- Bengough Memorial Stakes
- Cornwallis Stakes
- Autumn Stakes (Great Britain)|Autumn Stakes
- UAE President's Cup

### National Hunt racing, corridas com obstáculos
- Long Walk Hurdle
- Victor Chandler Chase
- Ascot Chase
- Reynoldstown Novices' Chase